# André Jardine
André Soares Jardine (* 8. September 1979 in Porto Alegre) ist ein brasilianischer Fußballtrainer.

## Leben
Jardine spielte gemeinsam mit Ronaldinho in den Nachwuchsmannschaften von Grêmio Porto Alegre, wurde aber nie Profifußballer. Stattdessen absolvierte er ein Sportstudium, womit er den Grundstein für seine spätere Trainertätigkeit legte. Von 2003 bis 2013 betreute er über zehn Jahre hinweg die U-20-Nachwuchsmannschaft von Internacional Porto Alegre. Anschließend übernahm er die Juniorenmannschaft des Stadtrivalen Grêmio Porto Alegre und danach die Junioren des FC São Paulo, bei dem er 2018 auch seinen ersten Profivertrag erhielt.
Bereits im nächsten Jahr übernahm Jardine die brasilianische Juniorennationalmannschaft und bald darauf war er auch für die
U-23-Nationalmannschaft tätig, mit der er das 2021 ausgetragene Fußballturnier der Olympischen Sommerspiele 2020 gewann.
2022 unterschrieb er einen Vertrag beim mexikanischen Erstligisten Atlético San Luis und 2023 wechselte er zum Hauptstadtverein Club América, mit dem er ab der Apertura 2023 dreimal in Folge die mexikanische Fußballmeisterschaft gewann.

## Erfolge

### Verein
- Mexikanischer Meister: Apertura 2023, Clausura 2024, Apertura 2024

### Nationalmannschaft
- Sieger des olympischen Fußballturniers: 2021